# Nymphaea novogranatensis
Nymphaea novogranatensis ist eine Pflanzenart aus der Gattung der Seerosen (Nymphaea) innerhalb der Familie der Seerosengewächse (Nymphaeaceae). Diese Wasserpflanze kommt in Mexiko, Kolumbien und Venezuela vor.

## Beschreibung

### Vegetative Merkmale
Nymphaea novogranatensis ist eine ausdauernde krautige Pflanze mit eiförmigen Rhizomen, welche zu Beginn der Wachstumsphase Ausläufer ausbilden.
Die Laubblätter sind in Blattstiel und -spreite gegliedert. Die kahlen, 5 Millimeter breiten Blattstiele haben zwei bis vier primäre und sechs bis acht sekundäre Luftkanäle. Die lederige, einfache Blattspreite ist bei einer Länge von etwa 24 Zentimetern sowie einer Breite von etwa 21 Zentimetern breit elliptisch-eiförmig bis fast kreisförmig. Die Blattoberseite ist grün; auf jüngeren Blättern treten violette Flecken auf. Die bräunlich-purpurfarbene Blattunterseite kann auch dunkle Flecken aufweisen.

### Generative Merkmale
Die nachtblühenden Blüten schwimmen auf der Wasseroberfläche, oder ragen etwas über diese hinaus. Die kahlen Blütenstiele weisen einen Durchmesser von etwa 7,5 Millimetern mit 5, 6, 15 oder 18 primären Luftkanälen auf. Die Blüten sind leicht duftend.

### Zytologie
Die diploide Chromosomenzahl beträgt 2n = 28.

## Ökologie

### Vegetative Vermehrung
Die Rhizome von Nymphaea novogranatensis können Ausläufer ausbilden. Proliferierende Pseudanthien werden jedoch nicht gebildet.

### Generative Vermehrung
Nymphaea novogranatensis ist auf sexuelle Fortpflanzung angewiesen. Selbstbestäubung ist hierbei möglich, jedoch ist Fremdbestäubung ertragreicher. Nymphaea novogranatensis wird von Käfern bestäubt.

## Lebensraum
In Mexiko wächst Nymphaea novogranatensis in temporären Pfützen in niedrigen, offenen Regionen dorniger Gebüsche, die von Parkinsonia aculeata dominiert werden. Sie kommt sympatrisch mit Nymphaea amazonum, Nymphaea jamesoniana und Nymphaea pulchella vor. Nymphaea novogranatensis kommt auch in überschwemmten Savannen, Lagunen und Pfützen vor. Das Verbreitungsgebiet ist disjunkt.

### Gefährdung
In Mexiko ist sie „vom Aussterben bedroht“. Nymphaea novogranatensis ist durch den Verlust des Lebensraums aufgrund menschlicher Aktivitäten gefährdet.

## Systematik

### Taxonomie
Das Typusexemplar wurde am 31. August 1981 von Wiersema und González in Guarico, Venezuela am Straßenrand gesammelt.
Die Erstbeschreibung von Nymphaea novogranatensis erfolgte 1984 durch John Harry Wiersema in Systematics of Nymphaea subgenus Hydrocallis (Nymphaeaceae). I. Four New Species from the Neotropics. In: Brittonia, Volume 36, Issue 3, S. 217. Das Artepitheton novogranatensis ist ein Demonym für Kolumbien, früher auch benannt als Nueva Granada.

### Position innerhalb von der GattungNymphaea
Die Art Nymphaea novogranatensis wird in die Untergattung Nymphaea subg. Hydrocallis eingeordnet. Sie ist eng verwandt mit Nymphaea tenuinervia.